# 54 Alexandra
Az 54 Alexandra a Naprendszer kisbolygóövében található aszteroida. Hermann Mayer Salomon Goldschmidt fedezte fel 1858. szeptember 10-én.